# Simardona
Simardona is een bestuurslaag in het regentschap Padang Lawas Utara van de provincie Noord-Sumatra, Indonesië. Simardona telt 603 inwoners (volkstelling 2010).